# Dichrooscytus rostratus
Dichrooscytus rostratus är en insektsart som beskrevs av Kelton 1972. Dichrooscytus rostratus ingår i släktet Dichrooscytus och familjen ängsskinnbaggar. Inga underarter finns listade i Catalogue of Life.